# 조작 (드라마)
《조작》은 2017년 7월 24일부터 2017년 9월 12일까지 방송된 SBS 월화 드라마이다.

## 기획 의도
사회적인 부조리에 대한 현실을 과감하게 파헤치는 기자들의 모습을 그린 드라마

## 등장 인물

### 주요 인물
- 남궁민 : 한무영 역 - 애국신문 기자. 자칭 타칭 기레기
- 유준상 : 이석민 역 - 대한일보 유배 기자에서 스플래시 팀의 수장으로..
- 엄지원 : 권소라 역 - 인천지검 강력1부 검사
- 문성근 : 구태원 역 - 대한일보 상무
- 오정세 : 한철호 역 (특별출연) - 무영의 형. 대한일보 기자

### 애국신문
- 조희봉 : 양동식 역 - 애국신문 사주. 무영의 멘토이자, 석민의 친구
- 김강현 : 이용식 역 - 애국신문 기자
- 박경혜 : 서나래 역 - 애국신문 기자
- 안지훈 : 양상호 역 - 애국신문 말진 기자

### 스플래시팀
- 전혜빈 : 오유경 역. 대한일보 사진기자 - 스플래시 팀원
- 박성훈 : 나성식 역 - 대한일보 법조팀 기자. 스플래시 팀원
- 오아연 : 공지원 역 - 대한일보 인턴 기자. 스플래시 팀원

### 검찰
- 박지영 : 차연수 역 - 서울중앙지검 특수1부장
- 정희태 : 박진우 역 - 소라 검사실의 6급 계장 수사관
- 박원상 : 임지태 역 - 인천지검 강력1부장

### 그 외 인물들
- 최귀화 : 양추성 역 - 영범파 회장
- 김기남 : 이병관 역 - 영범파 전무
- 류승수 : 조영기 역 - 법무법인 노아 대표
- 김민상 : 정해동 역 - 대한일보 편집국장
- 정만식 : 전찬수 역 (특별출연) - 일명 ‘전 경위’
- 강신효 : 김진우 / 문신남 역
- 박상휘
- 하경민
- 서보익
- 서호철
- 지성환
- 유재훈
- 김종호
- 김경민
- 조정문
- 최영
- 김명선
- 윤희원
- 최재영
- 김윤상
- 강득종
- 손영순
- 진현광 : 검사 역
- 박병철
- 지성근
- 강덕중 : 교도관 역
- 김영조
- 최민주
- 김두봉
- 이상희 : 꽃집 여주인 역
- 장충훈
- 태원석
- 이현웅
- 전두현
- 임욱진
- 오승찬
- 리민
- 이교엽
- 조유미
- 유영복
- 서보익
- 조석현
- 미석
- 최하은
- 나기창
- 김사훈
- 주효준
- 김영주
- 전석찬
- 이인아
- 황인준
- 서광재
- 이원진 : 이기자 역
- 최남욱
- 손정원
- 강찬양
- 정병호 : 판사 역
- 김익태
- 원근수
- 이달 : 수감자 최창수 역
- 이승주
- 신헌용
- 이창
- 금동현
- 박정우
- 조승연
- 강학수
- 안수호
- 남상백
- 민충식
- 김대헌
- 왕장명
- 풍성호
- 이택근
- 이형구
- 정명준
- 유승일
- 박성균
- 오수현
- 이범규
- 김여경
- 이연서
- 오대석
- 윤미하
- 선종남
- 주시온
- 김철윤
- 조석현
- 손경원 : 시경캡 역

### 특별출연
- 김종수 : 민영호 역
- 조영진 : 차장검사 역
- 이상홍
- 차순배 : 김선홍 원장 역
- 유하복
- 김형묵 : 검사 역
- 정욱
- 박정학 : 박응모 역 - EM무역 사장
- 이주승 : 윤선우 역
- 배해선 : 내부고발자 역
- 주석태 : 박변호사 역
- 김혜성 : 송태준 역
- 박찬민
- 윤서영
- 송영재
- 이원종 : 남강명 역
- 김용운 : 가짜 남강명 역
- 박훈 : 믿음원 제보자 역
- 김호정 : 서연희 역
- 박성근

## 이모저모
- 앞서 천우희, 김옥빈, 이정현 순서로 여자 주인공 역을 제안 받았으나 전부 고사하였고, 최종 캐스팅 확정은 엄지원으로 결정났다.[1]

## 시청률
최저 시청률과 최고 시청률은 시청률 조사회사와 지역별로 시청률에 차이가 있을 수 있습니다.
| 2017년 | 2017년   | 2017년         | 2017년       | 2017년         | 2017년       |
| 회차   | 방송일   | TNmS 시청률    | TNmS 시청률  | AGB 시청률     | AGB 시청률   |
| 회차   | 방송일   | 대한민국(전국) | 서울(수도권) | 대한민국(전국) | 서울(수도권) |
| ------ | -------- | -------------- | ------------ | -------------- | ------------ |
| 제1회  | 7월 24일 | 9.3%           | 12.3%        | 11.6%          | 13.5%        |
| 제2회  | 7월 24일 | 9.6%           | 12.4%        | 12.6%          | 14.6%        |
| 제3회  | 7월 25일 | 8.7%           | 11.4%        | 10.4%          | 11.7%        |
| 제4회  | 7월 25일 | 10.5%          | 13.3%        | 12.5%          | 13.8%        |
| 제5회  | 7월 31일 | 9.1%           | 10.8%        | 11.3%          | 12.3%        |
| 제6회  | 7월 31일 | 9.8%           | 11.6%        | 12.0%          | 13.3%        |
| 제7회  | 8월 1일  | 8.3%           | 10.6%        | 9.5%           | 10.6%        |
| 제8회  | 8월 1일  | 10.2%          | 12.7%        | 12.1%          | 13.3%        |
| 제9회  | 8월 7일  | 9.0%           | 11.7%        | 10.3%          | 11.1%        |
| 제10회 | 8월 7일  | 9.7%           | 12.7%        | 11.8%          | 12.8%        |
| 제11회 | 8월 8일  | 8.7%           | 11.2%        | 10.1%          | 11.4%        |
| 제12회 | 8월 8일  | 10.2%          | 12.7%        | 11.4%          | 13.0%        |
| 제13회 | 8월 14일 | 7.6%           | 8.6%         | 9.9%           | 11.1%        |
| 제14회 | 8월 14일 | 8.4%           | 9.5%         | 11.4%          | 12.6%        |
| 제15회 | 8월 15일 | 7.9%           | 8.8%         | 10.6%          | 11.8%        |
| 제16회 | 8월 15일 | 9.1%           | 10.5%        | 12.2%          | 13.8%        |
| 제17회 | 8월 21일 | 8.0%           | 9.6%         | 9.7%           | 10.7%        |
| 제18회 | 8월 21일 | 9.2%           | 11.2%        | 11.2%          | 12.5%        |
| 제19회 | 8월 22일 | 9.3%           | 11.2%        | 10.2%          | 11.4%        |
| 제20회 | 8월 22일 | 10.6%          | 13.1%        | 11.6%          | 12.5%        |
| 제21회 | 8월 28일 | 8.7%           | 9.7%         | 9.6%           | 10.5%        |
| 제22회 | 8월 28일 | 9.6%           | 11.2%        | 10.9%          | 11.9%        |
| 제23회 | 8월 29일 | 8.0%           | 9.6%         | 9.9%           | 11.0%        |
| 제24회 | 8월 29일 | 9.0%           | 10.5%        | 11.6%          | 13.0%        |
| 제25회 | 9월 4일  | 8.6%           | 10.6%        | 10.0%          | 10.6%        |
| 제26회 | 9월 4일  | 9.2%           | 10.7%        | 11.6%          | 12.2%        |
| 제27회 | 9월 5일  | 7.5%           | 9.1%         | 10.3%          | 11.3%        |
| 제28회 | 9월 5일  | 8.7%           | 10.3%        | 12.2%          | 13.3%        |
| 제29회 | 9월 11일 | 9.1%           | 10.6%        | 10.3%          | 11.2%        |
| 제30회 | 9월 11일 | 10.4%          | 11.9%        | 12.4%          | 13.4%        |
| 제31회 | 9월 12일 | 11.0%          | 12.7%        | 11.0%          | 11.6%        |
| 제32회 | 9월 12일 | 11.8%          | 13.1%        | 12.4%          | 13.0%        |

## 수상
- 2017년 SBS 연기대상 월화드라마 부문 남자 최우수 연기상 (남궁민)

## 같이 보기
- 대한민국의 텔레비전 드라마 목록 (ㅈ)
- 2017년 대한민국의 텔레비전 드라마 목록
- 《사랑방 선수와 어머니》 : 2007년 하반기에 개봉된 대한민국 영화이다.